# Pierre Lees-Melou
Pierre Lees-Melou (Langon, 25 de mayo de 1993) es un futbolista francés que juega de centrocampista en el Stade Brestois 29 de la Ligue 1.

## Trayectoria
Nacido en Langon, su primer equipo fue el US Lège Cap Ferret de la National 3 francesa. En su primera temporada, la 2013-14, en el club francés, marca 3 goles en 24 partidos, y en su segunda temporada marca 10 goles en 26 partidos, demostrando su calidad como mediocentro ofensivo.

### Dijon
El 28 de mayo de 2015 fichó por el Dijon FCO de la Ligue 2 francesa. En su segundo partido en el Dijon sufrió una grave lesión, quedando apartado del equipo durante tres meses.
En su vuelta al equipo es fundamental en la Copa de Francia repartiendo tres asistencias y marcando tres goles. Su primer gol en Ligue 2 lo marcó al Clermont Foot 63, repitiendo posteriormente, tras marcar al Paris Football Club. Con el Dijon logró el ascenso a la Ligue 1.
Durante la temporada 2016-17 jugó 32 partidos y marcó 7 goles en liga, siendo uno de los futbolistas revelación de la temporada.

### Niza
Tras su gran temporada en Ligue 1 con el Dijon ficha por el O. G. C. Niza.

## Clubes
| Club               | País       | Año       |
| ------------------ | ---------- | --------- |
| US Lège Cap Ferret | Francia    | 2013-2015 |
| Dijon F. C. O.     | Francia    | 2015-2017 |
| O. G. C. Niza      | Francia    | 2017-2021 |
| Norwich City F. C. | Inglaterra | 2021-2022 |
| Stade Brestois 29  | Francia    | 2022-     |